# 조선미술가협회
조선미술가협회(朝鮮美術家協會)는 일제강점기 말기에 조직된 미술인 단체이다. 태평양 전쟁 시기에 회화봉공(繪畵奉公)과 화필보국(畵筆報國)을 내세우며 결성되어 친일색이 뚜렷하다.

## 결성
1941년 3월에 전쟁 시국으로 인한 신체제운동에 협력하기 위해 조직되었다. 1941년 2월 22일에 경성부 지역에서 결성된 경성미술가협회가 다음달에 개칭하여 재출범한 것이다. 결성 목적은 다음과 같이 공표되었다.
국가의 비상시국에 직면해 신체제 아래에서 일억일심으로 미술가 일동도 궐기하여 서로 단결을 굳게 하고, 국민총력조선연맹에 협력하여 직역봉공을 다한다.

## 조직
회원은 회화, 조각, 조소, 공예, 도안 등 각 분야에서 모집했다. 핵심 직책은 일본인이 차지했으나 조선인도 일부 포함되었다. 초기의 주요 인물로는 경성미술가협회 발기인을 맡은 김인승, 심형구, 이상범이 있으며, 서양화부의 이종우, 장발, 일본화부에서는 김은호, 이한복, 조각부에는 김경승 등이 추가되었다. 경성미술가협회 이사장은 조선총독부 학무국 사회교육과장인 계광순이 맡았다.
1943년에는 국민총력조선연맹 문화부 산하의 예술가단체연락협의회에 정식으로 가맹하고, 회장으로 국민총력조선연맹 문화부장인 일본인이 취임했다.

## 활동
조선미술가협회는 출범하면서 총회를 열어 구체적인 사업으로 다음 네 가지를 추진하기로 결정했다.
1. 반도인 작가에게 일본 정신의 진수를 체득케 하기 위해 성지순례를 한다.
2. 국경 경비에 정진하고 있는 황군용사, 경관, 관원, 관리들을 위문하기 위해 만화가를 파견한다.
3. 반도총후미술전람회는 주로 보도미술, 생산미술에 중점을 두어 역작을 모집한다.
4. 회원의 시국인식 양양을 기념하기 위해 강연회, 좌담회를 개최한다.

대표적인 활동으로는 반도총후미술전람회를 1942년과 1943년 두 차례에 걸쳐 개최한 것이 있다. 그 밖에 근로보국이나 증산보국을 주제로 한 작품을 창작해 거리에서 이동전시회를 갖기도 했다.

## 같이 보기
- 반도총후미술전람회
- 국민총력조선연맹

## 참고자료
- 친일인명사전편찬위원회 (2004년 12월 27일). 《일제협력단체사전 - 국내 중앙편》. 서울: 민족문제연구소. 718~721쪽쪽. ISBN 8995330724.